# Кравченко, Александр Витальевич
Александр Витальевич Кравченко (родился 21 апреля 1971 года в Архангельске) — профессиональный российский игрок в покер.
Кравченко в двадцать семь лет (осенью 1998 года) уезжает из родного города и перебирается в столицу России город Москву, где начинает профессионально играть в Блэк-джек в различных московских казино. В 1999 году впервые пробует играть в покер и в следующие 2-3 года совмещает покер, Блэк-джек и другие игры против казино. С конца 1999 года принимает участие в различных покерных турнирах. Является первым россиянином — обладателем браслета Мировой серии покера, участник финального стола главного турнира WSOP 2007.

## Карьера
Первый раз сыграл в международных покерных турнирах в конце 1999 года в Москве, в казино "Космос" и сразу добился успеха, попав в призы трижды из пяти турниров.
С 2000 года регулярно играл в турнирах в Москве, Санкт-Петербурге и разных европейских странах. В июне 2001 года выиграл первый турнир (Вена, ПЛО, приз около 10000$). По итогам 2001 года был признан лучшим новичком года в Европе.
В 2006 году с третьей попытки получил американскую визу и впервые сыграл на WSOP в Лаc-Вегасе, несколько раз пройдя в призы. 
В серии турниров WSOP в 2007 году добился своих наибольших успехов в карьере: шесть раз попал в призы, включая победу в турнире по Лимит Омахе Хай-Лоу с бай-ином $1,500 и четвёртое место в главном турнире серии. 
В последующие годы продолжал активно играть все турниры, включая WSOP, EPT, WPT и прочие.
Наиболее примечательные результаты:
2001г.        1 место.       plo250        Австрия, Вена.       48 участников
2001г.        1 место.       plo500.       Москва.                  42 участника
2001г.        1 место.       plo200.       Санкт-Петербург.    55 участников
2002г.        3 место.       NLH2000.    Париж.                     49 участников
2002г.       1 место.       LH100.         Хельсинки.              120 участников
2003г.       2 место.       NLH2000.    Москва.                    43 участника
2007г.       13 место.    NLH10000.   WPT, Las-Vegas.       228 участников
2007г.       1 место.     Omaha8. 1500.    WSOP.                690 участников
2007г.       4 место.     NLH10000.         ME WSOP               6358 участников
2007г.       1 место.     NLH1000.          Москва.               150 участников
2007г.       3 место.     NLH10000.       Москва.                53  участника
2008г.      4место.      NLH60000.     Partypoker Premier League.    12 участников
2008г.      2 место.    NLH4000.       Австрия, Баден.         164 участника
2010г.      1 место.    PLO1000.       Италия, Сан-Рено.     232 участника
2010г.      8 место.    PLO10000.       WSOP.                      346 участников
2011г.      2 место.    NLH3000.         RPS, Киев.               265 участников
2013г.     9 место.     PLO10000.       WSOP.                      386 участников
2014г.     2 место.    7stud1500.         WSOP                     345 участников
2016г.    939место   NLH10000.         ME WSOP.            6737 участников
В 2010 году выиграл турнир хайроллеров на чемпионате мира по онлайн покеру (WCOOP-2010). По состоянию на 2024 год сумма турнирных призовых Александра составила $4,308,201.
После WSOP 2016 года покинул турнирную сцену, однако по сей день продолжает играть на кэш и изредка принимает участие в турнирах.